# Bentley (Kansas)
Bentley es una ciudad ubicada en el condado de Sedgwick en el estado estadounidense de Kansas. En el año 2010 tenía una población de 530 habitantes y una densidad poblacional de 883,33 personas por km².

## Geografía
Bentley se encuentra ubicada en las coordenadas 37°53′11″N 97°31′2″O / 37.88639, -97.51722 (37.886437, -97.517133).

## Demografía
Según la Oficina del Censo en 2000 los ingresos medios por hogar en la localidad eran de $39,375 y los ingresos medios por familia eran $46,250. Los hombres tenían unos ingresos medios de $32,083 frente a los $25,694 para las mujeres. La renta per cápita para la localidad era de $16,111. Alrededor del 9.0% de la población estaban por debajo del umbral de pobreza.